# Editorial Calvino Limitada
Editorial Calvino foi uma editora brasileira da cidade do Rio de Janeiro.

## Histórico
Iniciada por volta de 1931, sob o nome Calvino Filho. Nos anos de 1940, mediante suas publicações de tendência marxista, no enfrentamento da censura do Estado Novo, chegou a ser considerada o órgão da seção carioca do Partido Comunista..

## Obras publicadas

### Com o selo Calvino Filho Editora
- “Ideas, Homens e Factos”, Maurício de Medeiros
- “Rússia”, Maurício de Medeiros, 1931
- “A Palavra Honrada e Altiva de Washington Luis”, Calvino Filho, 1931
- “Outras revoluções Virão”, Maurício de Medeiros, 1932
- “Minha Vida da Infancia a Mocidade Memorias 1867-1893”, Medeiros e Albuquerque, 1933
- “Um Engenheiro Brasileiro na Rússia”, Cláudio Edmundo, 1933
- “O Tyrano”, Dostoievsky, 1933
- “Catolicismo, Partido Político Estrangeiro”, Carlos Süssekind
- “Corja”, João Cordeiro, 1933 (originalmente, o único romance de João Cordeiro, morto em 1938, seria chamado de “Boca Suja”, mas o nome foi mudado por insistência do editor)[4]
- “Materialismo Histórico em 14 Lições”, L. Tchefkiss, 1934
- “O Favorito da Imperatriz”, Assis Cintra, 1934
- “Capitalismo e Comunismo”, Vários Autores, 1934.
- “Vitória ou Derrota? Campanha no Setor Sul de São Paulo em 1932”, Major Dilermando de Assis, 1936

### Com o selo Editorial Calvino
- “Coleção de Estudos Sociais”, tendo entre suas publicações “Lenine”, de D. S. Mirski, 1943
- “Coleção A Verdade sobre a Rússia”, tendo entre suas publicações “O Cristianismo e a Nova Ordem Social”, de Hewlett Johnson, “Missão em Moscou”, de Joseph Davies, “Stalin”, de Emil Ludwig, “Dez Dias que Abalaram o Mundo”, de John Reed - 1943
- “A China Luta pela Liberdade”, de Ana Louise Strong, 1943
- “Anti-Dühring”, de Engels, 1944
- “História do Socialismo e das Lutas Sociais” (Tradução de Horácio Mello), Max Beer, 1944
- “URSS: Uma Nova Civilização”, de Sydney e Beatrice Webb, 1945
- "Duas táticas", V.I.Lenin , 1945
- "Que fazer ?", V.I.Lenin , 1946
- "Stalin", Instituto MEL , Sidney e Beatrice Webb , Anna Louise Strong , Emil Ludwig , Henri Barbusse e Em. Yarolavski , 1946
- “A Rússia na Paz e na Guerra”, Ana Louise Strong, 1945
- “O Gênio da Revolução Proletária”, Instituto, Marx - Engels - Lenin de Moscou
- “Coleção de Cultura Sexual”[5]: “O Corpo e o Amor”, de Magnus Hirschfeld, “A Velha e a Nova Moral Sexual”, de Bertrand Russell, “Biologia da Mulher”, de Dr. Francisco Haro, “A Vida Sexual Normal e Patológica”, de Dr. Eugênio Mesonero Romanos, “A Vida sexual dos Macacos”, de Dr. S. Zuckermann, “O Sexo na Educação”, de H. E. Barros e V. F. Calverton.
- Zé Brasil, Monteiro Lobato, 1948 (a edição de 1947 é da Editora Vitória).